# Yayvantepe (Midyat)
Yayvantepe (Aramees: Qartmin, ܩܪܛܡܝܢ) is een dorp in het district Midyat in de provincie Mardin, Turkije. Het dorp is bewoond door een mengsel van Arabisch-sprekende Mhallami en Koerden.
Het dorp telde 977 inwoners in 2022 en ligt ten zuidwesten van het Mor Gabriel-klooster.

## Geschiedenis
Qarṭmin heeft een rijke geschiedenis en speelde een belangrijke rol in de verspreiding van het christendom in de regio. Het Mor Gabriel-klooster werd gesticht in de 4e eeuw en het dorp was al vroeg een belangrijk religieus centrum. Het dorp huisvestte ook een kerk die gewijd was aan Sint Carpus, die volgens de overlevering in 350 na Christus werd gemarteld door Sassanidische rovers tijdens een aanval op de Romeinse grensstad Nisibis.
Tijdens de Aramese Genocide van 1915 werd het dorp belegerd en gedwongen de christelijke bewoners te vluchten. Het dorp werd later versterkt door een toenemende Arabische bevolking, waaronder Seyyid-afstammelingen.

## Demografie
Het oorspronkelijke dorp was bewoond door de Syrisch-Orthodoxe gemeenschap die een cruciale rol speelde in het behoud van de cultuur en tradities van de Arameeërs. In de 19e en 20e eeuw begonnen Koerden en Mhallami zich te vestigen in het dorp, wat leidde tot een veranderende demografische samenstelling. Het dorp zelf heeft geen Aramese inwoners meer, hoewel het Mor Gabrielklooster, dat zich net buiten het dorp bevindt, nog steeds actief is. 